# Eisenbahnbrücke Krasnojarsk
Die Eisenbahnbrücke Krasnojarsk war die erste Brücke über den Jenissei. Sie wurde für die Transsibirische Eisenbahn errichtet und trug wesentlich zur Entwicklung der sibirischen Stadt Krasnojarsk bei. Sie untersteht der Krasnojarskaja schelesnaja doroga (Krasnojarsker Eisenbahn), einer selbstständigen Filiale der Russischen Eisenbahnen. Die heutige Brücke besteht aus zwei parallelen eingleisigen Fachwerkbrücken, die 1937 bzw. 1999 eröffnet wurden.

## Erste Brücke (1899)

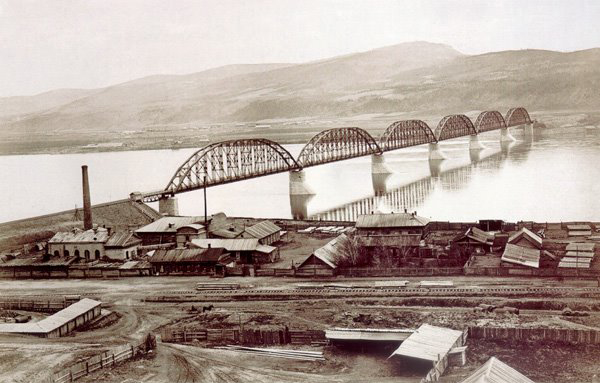
Erste Eisenbahnbrücke in Krasnojarsk

Die erste Eisenbahnbrücke wurde in den Jahren 1895 bis 1899 nach dem Entwurf von Lawr D. Proskurjakow unter der Leitung von Jewgeni Knorre gebaut. Es war das größte Bauwerk der sibirischen Eisenbahn. Die eingleisige, insgesamt rund 940 m lange Brücke bestand aus sechs Stromöffnungen und zwei Seitenöffnungen über den Uferböschungen. Die Stromöffnungen waren Schwedlerträger mit Stützweiten von 142,25 m. Über beiden Uferböschungen stellte eine kleine, 21 m lange Fischbauchträgerbrücke die Verbindung zu dem erhöht liegenden Bahndamm her. Der eiserne Überbau wurde auf beiden Seiten auf den Bahndämmen montiert und im Winter 1898/99 mit Hilfe von Laufkränen und Gerüsten auf dem Eis auf die Pfeiler gerollt.
Die Pfeiler wurden aus sibirischem Granit gemauert und reichten über die gesamte Breite des Überbaus. An der Oberwasserseite hatten sie die zu dieser Zeit übliche, schräg nach vorn ausgreifende Vormauerung, die weniger als Strömungsteiler, sondern vielmehr als Eisbrecher zum Aufbrechen und seitlichen Ableiten des in jedem Frühjahr einsetzenden Eisgangs diente. Ihre Gründung erfolgte mit Hilfe von Caissons nach einem System, das Knorre schon mehrfach zuvor verwendet hatte. Die Pfeiler mussten so hoch gemauert werden, dass ihre Köpfe einen sicheren Abstand zum höchsten Wasserstand hatten, der 9,5 m über dem Niedrigstwasser lag. Um die unfertigen Pfeiler nicht dem Eisgang auszusetzen, wurden die Maurerarbeiten auch im Winter bei −40 °C im Schutz beheizter hölzerner Verschläge fortgesetzt, so dass sie im Frühjahr die Hochwassermarke überstiegen hatten.

## Neuere Brücken
In den 1930er Jahren wurde wenige Meter flussabwärts eine weitere eingleisige Brücke mit den gleichen Abmessungen gebaut, um dem gestiegenen Verkehr gerecht zu werden. Sie wurde 1937 eröffnet.
In den 1960er Jahren wurde etwa 30 km oberhalb der Stadt das Wasserkraftwerk bei Diwnogorsk gebaut, das den Krasnojarsker Stausee aufstaut und unter anderem zur Folge hatte, dass unterhalb des Kraftwerks kein Eisgang mehr auftrat und die großen Eisbrecher an der alten Brücke ihren Sinn verloren.
In den 1990er Jahren verwendete man diese Eisbrecher als Basis für eine Erweiterung der Pfeiler aus Stahlbeton und baute auf ihnen einen zweiten, parallelen Überbau unmittelbar neben der ersten Brücke. Anders als die alte Brücke hat die 1999 eröffnete Brücke vier parallelgurtige Fachwerkträger über den mittleren Stromöffnungen, während die seitlichen Öffnungen mit Fachwerkträgern unterhalb der Gleise auf zusätzlichen Pfeilern überbrückt wurden.
Ab 2002 wurde die historische erste Brücke demontiert und bis 2007 verschrottet.
Die in den 1990er Jahren erbaute Brücke ist insofern bemerkenswert, als an ihren westlichen Obergurten Kragarme befestigt sind, an denen drei Leiterseile einer Hochspannungsfreileitung angehängt sind.